# Skladby století
Seznam skladeb století je částí vzdělávacího projektu, který vznikl v USA ve spolupráci organizací Recording Industry Association of America (RIAA- Americká asociace hudebního průmyslu), National Endowment for the Arts (NEA- Národní nadace pro umění) a Scholastic Corporation (SC- Školní vydavatelství pro publikaci vzdělávacích materiálů). Záměrem tohoto projektu bylo zpřehlednit pro studenty amerických škol kulturní odkaz hudebního vývoje populární hudby 20. století.
K výběru 365 skladeb, které se svou jedinečností zapsaly do povědomí populární hudby 20. století, byli v roce 2001 osloveni voliči, kteří byli vybráni z řad významných představitelů hudebního průmyslu, médií, učitelů, studentů. Voliče vybrala 200členná skupina lidí, které z prostředku 1 300 vytipovaných respondentů vybrala asociace RIAA.

## Seznam skladeb
Seznam skladeb v pořadí, které dosáhly. Při každé písni je jméno interpreta, který ji nahrál.
| Název skladby                                              | Interpret                            |
| ---------------------------------------------------------- | ------------------------------------ |
| 1. "Over the Rainbow"                                      | Judy Garland / IZ                    |
| 2. "White Christmas"                                       | Bing Crosby                          |
| 3. "This Land Is Your Land"                                | Woody Guthrie                        |
| 4. "Respect"                                               | Aretha Franklin                      |
| 5. "American Pie"                                          | Don McLean                           |
| 6. "Boogie Woogie Bugle Boy"                               | The Andrews Sisters                  |
| 7. West Side Story (album)                                 | originální vydání                    |
| 8. "Take Me Out to the Ball Game"                          | Billy Murray                         |
| 9. "You'Ve Lost That Lovin 'Feelin'"                       | The Righteous Brothers               |
| 10. "The Entertainer"                                      | Scott Joplin                         |
| 11. "In the Mood"                                          | Glenn Miller Orchestra               |
| 12. "Rock Around the Clock"                                | Bill Haley & His Comets              |
| 13. "When the Saints Go Marching In"                       | Louis Armstrong                      |
| 14. "You Are My Sunshine"                                  | Jimmie Davis                         |
| 15. "Mack the Knife"                                       | Bobby Darin                          |
| 16. "(I Can not Get No) Satisfaction"                      | The Rolling Stones                   |
| 17. "Take the A Train"                                     | Duke Ellington Orchestra             |
| 18. "Blueberry Hill"                                       | Fats Domino                          |
| 19. "God Bless America "                                   | Kate Smith                           |
| 20. "Stars and Stripes Forever"                            | Sousa 's Band                        |
| 21. "I Heard It Through the Grapevine"                     | Marvin Gaye                          |
| 22. "(Sittin 'on) the Dock of the Bay"                     | Otis Redding                         |
| 23. "I Left My Heart In San Francisco"                     | Tony Bennett                         |
| 24. "Good Vibrations"                                      | The Beach Boys                       |
| 25. "Stand by Me"                                          | Ben E. King                          |
| 26. "Stormy Weather"                                       | Lena Horne                           |
| 27. "Johnny B. Goode"                                      | Chuck Berry                          |
| 28. "I Want to Hold Your Hand"                             | The Beatles                          |
| 29. "Midnight Train to Georgia"                            | Gladys Knight & the Pips             |
| 30. "Imagine"                                              | John Lennon                          |
| 31. "Rudolph the Red nosed Reindeer"                       | Gene Autry                           |
| 32. "The Twist"                                            | Chubby Checker                       |
| 33. "Happy Trails"                                         | Roy Rogers & amp; Dale Evans         |
| 34. "Your Cheatin 'Heart"                                  | Hank Williams                        |
| 35. "Swing Low, Sweet Chariot"                             | Fisk Jubilee Singers                 |
| 36. The Sound of Music (album)                             | originální vydání                    |
| 37. "'Round Midnight"                                      | Thelonious Monk                      |
| 38. "What 'Love Got to Do with It?"                        | Tina Turner                          |
| 39. "Over There"                                           | The American Quartet                 |
| 40. "Stardust"                                             | hoagie Carmichael                    |
| 41. "Is not Misbehavin '"                                  | Fats Waller                          |
| 42. "Georgia on My Mind"                                   | Ray Charles                          |
| 43. "Oh Pretty Woman"                                      | Roy Orbison                          |
| 44. "Every Breath You Take"                                | The Police                           |
| 45. "My Girl"                                              | The Temptations                      |
| 46. "Hotel California"                                     | The Eagles                           |
| 47. "Happy Days Are Here Again"                            | Ben Selvin Orchestra                 |
| 48. "Stand By Your Man"                                    | Tammy Wynette                        |
| 49. "Take Five"                                            | Dave Brubeck                         |
| 50. "America the Beautiful"                                | Louise Homer                         |
| 51. "When a Man Loves a Woman"                             | Percy Sledge                         |
| 52. "Light My Fire"                                        | The Doors                            |
| 53. "Stairway to Heaven"                                   | Led Zeppelin                         |
| 54. "Sweet Georgia Brown"                                  | Ben Bernie & His Orchestra           |
| 55. "When You Wish upon a Star"                            | Cliff Edwards                        |
| 56. "Yesterday"                                            | The Beatles                          |
| 57. "Louie Louie"                                          | The Kingsmen                         |
| 58. "God Bless the Child"                                  | Billie Holiday                       |
| 59. "Born in the U.S.A."                                   | Bruce Springsteen                    |
| 60. "The Girl from Ipanema"                                | Stan Getz/Astrud Gilberto            |
| 61. "I Walk the Line"                                      | Johnny Cash                          |
| 62. "The Star-Spangled Banner"                             | John McCormack                       |
| 63. "Oh Happy Day"                                         | The Edwin Hawkins Singers            |
| 64. "Great Balls of Fire"                                  | Jerry Lee Lewis                      |
| 65. "What 'Going On"                                       | Marvin Gaye                          |
| 66. Oklahoma! (Album)                                      | Original Cast                        |
| 67. "Zip-A-Dee-Doo-Dah"                                    | Johnny Mercer                        |
| 68. "Do not Be Cruel" / "Hound Dog"                        | Elvis Presley                        |
| 69. "St. Louis Blues"                                      | W.C. Handy                           |
| 70. "Yankee Doodle"                                        | Vess L. Ossman                       |
| 71. "California Dreamin '"                                 | The Mamas & the Papas                |
| 72. "On the Road Again"                                    | Willie Nelson                        |
| 73. "Auld Lang Synet"                                      | Frank Stanley                        |
| 74. "Summertime"                                           | Sidney Bechet                        |
| 75. "Theme from Shaft"                                     | Isaac Hayes                          |
| 76. "Beat It"                                              | Michael Jackson                      |
| 77. "Sentimental Journey"                                  | Les Brown Orchestra /Doris Day       |
| 78. "Blue Suede Shoes"                                     | Carl Perkins                         |
| 79. "The Sound of Silence"                                 | Simon & Garfunkel                    |
| 80. "Smells Like Teen Spirit"                              | Nirvana                              |
| 81. "It Had to Be You"                                     | Isham Jones Orchestra                |
| 82. "Minnie the Moocher"                                   | Cab Calloway                         |
| 83. "Sixteen Tons"                                         | Tennessee Ernie Ford                 |
| 84. "What a Wonderful World"                               | Louis Armstrong                      |
| 85. "Fire and Rain"                                        | James Taylor                         |
| 86. "Y.M.C.A."                                             | The Village People                   |
| 87. "Heartbreak Hotel"                                     | Elvis Presley                        |
| 88. "King of the Road"                                     | Roger Miller                         |
| 89. "I Will Survive"                                       | Gloria Gaynor                        |
| 90. "Ave Maria"                                            | Marian Anderson                      |
| 91. "Begin the Beguine"                                    | Artie Shaw Orchestra                 |
| 92. "Like a Rolling Stone"                                 | Bob Dylan                            |
| 93. "Stop! In the Name of Love"                            | The Supremes                         |
| 94. "Stayin 'Alive"                                        | Bee Gees                             |
| 95. "1999"                                                 | Prince                               |
| 96. "Please Remember Me"                                   | Tim McGraw                           |
| 97. Porgy and Bess (album)                                 | Original Cast                        |
| 98. "Back in the Saddle Again"                             | Gene Autry                           |
| 99. "Shake, Rattle and Roll"                               | Joe Turner                           |
| 100. "In the Still of the Night"                           | The Five Satins                      |
| 101. "Killing Me Softly with His Song"                     | Roberta Flack                        |
| 102. "Friends in Low Places"                               | Garth Brooks                         |
| 103. "Charleston"                                          | Arthur Gibbs & His Gang              |
| 104. "A-Tisket, A-Tasket"                                  | Ella Fitzgerald                      |
| 105. "When Irish Eyes Are Smiling"                         | Chauncey Olcott                      |
| 106. "The Times They Are a-changin '"                      | Bob Dylan                            |
| 107. "I Fall to Pieces"                                    | Patsy Cline                          |
| 108. "I Will Always Love You"                              | Whitney Houston                      |
| 109. "Mona Lisa"                                           | Nat King Cole                        |
| 110. "Blowin 'in the Wind"                                 | Bob Dylan                            |
| 111. "Peggy Sue"                                           | Buddy Holly                          |
| 112. "Lean on Me"                                          | Bill Withers                         |
| 113. Kind of Blue (album)                                  | Miles Davis                          |
| 114. "I Jsem So Lonesome I Could Cry"                      | Hank Williams                        |
| 115. "Proud Mary"                                          | Creedence Clearwater Revival         |
| 116. "Will the Circle Be Unbroken?"                        | The Carter Family                    |
| 117. "Puttin 'on the Ritz"                                 | Harry Richman                        |
| 118. "Layla"                                               | Derek & amp; the Dominos             |
| 119. "Jump"                                                | Van Halen                            |
| 120. "I Still Have not Found What I'm Looking For"         | U2                                   |
| 121. "We Are the World"                                    | USA for Africa                       |
| 122. "Girls Just Want to Have Fun"                         | Cyndi Lauper                         |
| 123. My Fair Lady (album)                                  | originální vydání                    |
| 124. "Swaney"                                              | Al Jolson                            |
| 125. "Let Me Call You Sweetheart"                          | The Peerless Quartet                 |
| 126. "Makin 'Whoopee"                                      | Eddie Cantor                         |
| 127. "The Tracks of My Tears"                              | The Miracles                         |
| 128. "I Wanna Be Loved by You"                             | Marilyn Monroe                       |
| 129. "Pennies from Heaven"                                 | Bing Crosby                          |
| 130. "Tutti Frutti"                                        | Little Richard                       |
| 131. "Brown Eyed Girl"                                     | Van Morrison                         |
| 132. "I Only Have Eyes for You"                            | The Flamingos                        |
| 133. "Born to Be Wild"                                     | Steppenwolf                          |
| 134. "Superstition"                                        | Stevie Wonder                        |
| 135. "Born to Run"                                         | Bruce Springsteen                    |
| 136. "On the Good Ship Lollipop"                           | Shirley Templeová                    |
| 137. "Wabash Cannonball"                                   | Roy Acuff                            |
| 138. "Unchained Melody"                                    | Al Hibbler                           |
| 139. "Dancing in the Street"                               | Martha & The Vandellas               |
| 140. "Is not No Mountain High Enough"                      | Marvin Gaye / Tammi Terrell          |
| 141. "Piano Man"                                           | Billy Joel                           |
| 142. "Joy to the World"                                    | Three Dog Night                      |
| 143. "Losing My Religion"                                  | R.e.m.                               |
| 144. "My Way"                                              | Frank Sinatra                        |
| 145. "Let 'Stay Together"                                  | Al Green                             |
| 146. "We Are the Champions/"We Will Rock You"              | Queen                                |
| 147. "Purple Rain"                                         | Prince                               |
| 148. "Dancing Queen"                                       | ABBA                                 |
| 149. A Love Supreme (album)                                | John Coltrane                        |
| 150. "Wake Up Little Susie"                                | The Everly Brothers                  |
| 151. "Shout!"                                              | The Isley Brothers                   |
| 152. "I Got You (I Feel Good)"                             | James Brown                          |
| 153. "The Thrill Is Gone"                                  | B.B. King                            |
| 154. "Alexander 's Ragtime Band"                           | The Boswell Sisters                  |
| 155. "Bo Diddley"                                          | Bo Diddley                           |
| 156. "Banana Boat (Day-O)"                                 | Harry Belafonte                      |
| 157. "Ring of Fire"                                        | Johnny Cash                          |
| 158. "Donna" / "La Bamba"                                  | Ritchie Valens                       |
| 159. "The Lion Sleeps Tonight"                             | The Tokens                           |
| 160. "Take Me Home, Country Roads"                         | John Denver                          |
| 161. "Material Girl"                                       | Madonna                              |
| 162. "Rapper 's Delight"                                   | The Sugarhill Gang                   |
| 163. "Goodnight Irene"                                     | Leadbelly                            |
| 164. "Tequila"                                             | The Champs                           |
| 165. "Que Sera Sera"                                       | Doris Day                            |
| 166. "Turn! Turn! Turn! (To Everything There Is a Season)" | The Byrds                            |
| 167. Sgt. Pepper 's Lonely Hearts Club Band (album)        | The Beatles                          |
| 168. "Soul Man"                                            | Sam & amp; Dave                      |
| 169. "You Are the Sunshine of My Life"                     | Stevie Wonder                        |
| 170. "Thanks for the Memory"                               | Bob Hope / Shirley Ross              |
| 171. "Raindrops Keep Fallin 'on My Head"                   | B.J. Thomas                          |
| 172. "Moon River"                                          | Henry Mancini                        |
| 173. "Free Bird"                                           | Lynyrd Skynyrd                       |
| 174. "Misty"                                               | Sarah Vaughan                        |
| 175. "Chances Are"                                         | Johnny Mathis                        |
| 176. "Love Letters"                                        | Ketty Lester                         |
| 177. "I Love Rock 'n' Roll"                                | Joan Jett & amp; the Blackhearts     |
| 178. "Fast Car"                                            | Tracy Chapman                        |
| 179. "Will You Love Me Tomorrow"                           | The Shirelles                        |
| 180. "Leader of the Pack"                                  | The Shangri-Las                      |
| 181. "In the Midnight Hour"                                | Wilson Pickett                       |
| 182. "Why Do Fools Fall in Love"                           | Frankie Lymon & the Teenagers        |
| 183. "I Can See Clearly Now"                               | Johnny Nash                          |
| 184. "Oye Como Va"                                         | Santana                              |
| 185. "Coal Miner 's Daughter"                              | Loretta Lynnová                      |
| 186. "Cat 's in the Cradle"                                | Harry Chapin                         |
| 187. "Mamma Do not Let Your Babies Grow up to Be Cowboys"  | Waylon Jennings / Willie Nelson      |
| 188. "The Gambler"                                         | Kenny Rogers                         |
| 189. "Bye Bye Blackbird"                                   | Gene Austin                          |
| 190. "Smoke Gets in Your Eyes"                             | The Platters                         |
| 191. "(You Gotta) Fight for Your Right (To Party!)"        | The Beastie Boys                     |
| 192. "We Are Family"                                       | Sister Sledge                        |
| 193. "(They Long to Be) Close to You"                      | Carpenters                           |
| 194. "Maggie May"                                          | Rod Stewart                          |
| 195. "Night and Day"                                       | Fred Astaire                         |
| 196. "Brother, Can You Spare a Dime?"                      | Rudy Vallee                          |
| 197. "Tom Dooley"                                          | The Kingston Trio                    |
| 198. "The Tennessee Waltz"                                 | Patti Page                           |
| 199. "If You Do not Know Me by Now"                        | Harold Melvin & the Blue Notes       |
| 200. "Goodbye Yellow Brick Road"                           | Elton John                           |
| 201. "U Can not Touch This"                                | MC Hammer                            |
| 202. "Smooth"                                              | Santana & Rob Thomas                 |
| 203. "Livin 'La Vida Loca"                                 | Ricky Martin                         |
| 204. "How Great Thou Art"                                  | George Beverly Shea                  |
| 205. "Sing Sing Sing"                                      | Benny Goodman Orchestra              |
| 206. Hair (album)                                          | Original Cast                        |
| 207. "Tumbling Tumbleweeds"                                | The Sons of the Pioneers             |
| 208. "What the World Needs Now Is Love"                    | Jackie Deshannon                     |
| 209. "Crying"                                              | Roy Orbison                          |
| 210. "Sweet Child o 'Mine"                                 | Guns N'Roses                         |
| 211. "One O'Clock Jump"                                    | Count Basie Orchestra                |
| 212. "Downtown"                                            | Petula Clark                         |
| 213. "It 'Too Late" / "I Feel the Earth Move"              | Carole King                          |
| 214. "Celebration"                                         | Kool & the Gang                      |
| 215. "So in Love"                                          | The Tymes                            |
| 216. "You'RE So Vain"                                      | Carly Simon                          |
| 217. "Heart of Glass"                                      | Blondie                              |
| 218. "Blue Moon of Kentucky"                               | Bill Monroe / Blue Grass Boys        |
| 219. "Teen Angel"                                          | Mark Dinning                         |
| 220. ornithology (album)                                   | Charlie Parker Sextet                |
| 221. "We Shall Overcome"                                   | Joan Baez                            |
| 222. "Something to Talk About"                             | Bonnie Raitt                         |
| 223. "Take My Hand, Precious Lord"                         | Thomas A. Dorsey                     |
| 224. South Pacific (album)                                 | originální vydání                    |
| 225. "Runaround Sue"                                       | Dion and the Belmonts                |
| 226. "Tea for Two"                                         | Art Tatum                            |
| 227. "Summertime Blues"                                    | Eddie Cochran                        |
| 228. "Everybody Loves Somebody"                            | Dean Martin                          |
| 229. "It 'My Party"                                        | Lesley Gore                          |
| 230. "The Loco-Motion"                                     | Little Eva                           |
| 231. "On Broadway"                                         | The Drifters                         |
| 232. "Me and Bobby McGee"                                  | Janis Joplin                         |
| 233. "Time in a Bottle"                                    | Jim Croce                            |
| 234. "Margaritaville"                                      | Jimmy Buffett                        |
| 235. Bitches Brew (album)                                  | Miles Davis                          |
| 236. "Kansas City"                                         | Wilbert Harrison                     |
| 237. "Earth Angel"                                         | The Penguins                         |
| 238. "Got My Mojo Working"                                 | Muddy Waters                         |
| 239. "People Get Ready"                                    | The Impressions                      |
| 240. "House of the Rising Sun"                             | The Animals                          |
| 241. "White Rabbit"                                        | Jefferson Airplane                   |
| 242. "Graceland"                                           | Paul Simon                           |
| 243. "Love Shack"                                          | The B-52s                            |
| 244. "I Believe I Can Fly"                                 | R. Kelly                             |
| 245. "All I Wanna Do"                                      | Sheryl Crow                          |
| 246. "My Heart Will Go On"                                 | Céline Dion                          |
| 247. vMy Old Kentucky Home"                                | Geraldine Farrar                     |
| 248. "Abraham, Martin & John"                              | Dion                                 |
| 249. The King and I (album)                                | originální vydání                    |
| 250. "At the Hop"                                          | Danny & amp; the Juniors             |
| 251. "What'd I Say"                                        | Ray Charles                          |
| 252. "Mr. Sandman"                                         | The Chordettes                       |
| 253. "Be My Baby"                                          | The Ronettes                         |
| 254. "I Got You Babe"                                      | Sonny & Cher                         |
| 255. "The Devil Went Down to Georgia"                      | Charlie Daniels Band                 |
| 256. "Flashdance ... What a Feeling"                       | Irene Cara                           |
| 257. "Burning Down the House"                              | Talking Heads                        |
| 258. "Achy Breaky Heart"                                   | Billy Ray Cyrus                      |
| 259. "Wide Open Spaces"                                    | Dixie Chicks                         |
| 260. The Music Man (album)                                 | originální vydání                    |
| 261. "Walk on By"                                          | Dionne Warwick                       |
| 262. "Ramblin 'Man"                                        | Allman Brothers Band                 |
| 263. "Move On Up A Little Higher"                          | Mahalia Jackson                      |
| 264. "I Jsem se Excited"                                   | The Pointer Sisters                  |
| 265. "That Old Black Magic"                                | Louis Prima/Keely Smith              |
| 266. "Reach Out I'LL Be There"                             | The Four Tops                        |
| 267. "Walk This Way"                                       | Aerosmith                            |
| 268. "Bette Davis Eyes"                                    | Kim Carnes                           |
| 269. "The Wind Beneath My Wings"                           | Bette Midler                         |
| 270. "Change the World"                                    | Eric Clapton                         |
| 271. "If I Did not Care"                                   | The Ink Spots                        |
| 272. "Paper Doll"                                          | The Mills Brothers                   |
| 273. "Strange Fruit"                                       | Billie Holiday                       |
| 274. "Ode to Billy Joe"                                    | Bobbie Gentry                        |
| 275. "Strangers in the Night"                              | Frank Sinatra                        |
| 276. "War"                                                 | Edwin Starr                          |
| 277. "Behind Closed Doors"                                 | Charlie Rich                         |
| 278. "Old Time Rock & amp; Roll"                           | Bob Seger                            |
| 279. "We Got the Beat"                                     | The Go-Go's                          |
| 280. "The Message"                                         | Grandmaster Flash & the Furious Five |
| 281. "You're the Top"                                      | Ethel Merman                         |
| 282. "My Guy"                                              | Mary Wells                           |
| 283. "You Send Me"                                         | Sam Cooke                            |
| 284. "By the Time I Get to Phoenix"                        | Glen Campbell                        |
| 285. "Everybody 's Talkin'"                                | Nilsson                              |
| 286. "Heart of Gold"                                       | Neil Young                           |
| 287. "Jack and Diane"                                      | John Mellencamp                      |
| 288. "Fight the Power"                                     | Public Enemy                         |
| 289. "Me and My Shadow"                                    | Whispering Jack Smith                |
| 290. "Deep in the Heart of Texas"                          | Alvino Ray Orchestra                 |
| 291. "For What It 'Worth"                                  | Buffalo Springfield                  |
| 292. "That's What Friends Are For"                         | Dionne Warwick & Friends             |
| 293. "You're Still the One"                                | Shania Twain                         |
| 294. Birdland (album)                                      | Weather Report                       |
| 295. "Go Your Own Way"                                     | Fleetwood Mac                        |
| 296. "Another Brick in the Wall"                           | Pink Floyd                           |
| 297. "Riders in the Sky: A Cowboy Legend"                  | Vaughn Monroe                        |
| 298. "The Way We Were"                                     | Barbra Streisand                     |
| 299. "" 9 to 5 "                                           | Dolly Parton                         |
| 300. Pomáda (album)                                        | Original Cast                        |
| 301. "Do not Worry, Be Happy"                              | Bobby McFerrin                       |
| 302. "Who 's Sorry Now"                                    | Connie Francis                       |
| 303. "That 's the Way (I Like It)"                         | KC & The Sunshine Band               |
| 304. "Yes! We Have No Bananas"                             | Billy Jones                          |
| 305. "On Top of Old Smoky"                                 | The Weavers                          |
| 306. "You Really Got Me"                                   | The Kinks                            |
| 307. "Ohio"                                                | Crosby, Stills, Nash & Young         |
| 308. "Free Fallin '"                                       | Tom Petty & the Heartbreakers        |
| 309. "This Kiss"                                           | Faith Hill                           |
| 310. "Body and Soul"                                       | Coleman Hawkins Orchestra            |
| 311. "I Am Woman"                                          | Helen Reddy                          |
| 312. Show Boat (album)                                     | Original Cast                        |
| 313. "This Masquerade"                                     | George Benson                        |
| 314. "Some of These Days"                                  | Sophie Tucker                        |
| 315. "Down Hearted Blues"                                  | Bessie Smith                         |
| 316. "New San Antonio Rose"                                | Bob Wills & the Texas Playboys       |
| 317. "How High the Moon"                                   | Les Paul/Mary Ford                   |
| 318. "I'm Sorry"                                           | Brenda Lee                           |
| 319. "Everyday People"                                     | Sly & amp; the Family Stone          |
| 320. "When Will I Be Loved"                                | Linda Ronstadt                       |
| 321. "Uncle John 's Band"                                  | The Grateful Dead                    |
| 322. "Faith"                                               | George Michael                       |
| 323. "Up Where We Belong"                                  | Joe Cocker/Jennifer Warnes           |
| 324. "All My Rowdy Friends Are Coming Over Tonight"        | Hank Williams, Jr.                   |
| 325. "Candle in the Wind"                                  | Elton John                           |
| 326. "El Shaddai"                                          | Amy Grant                            |
| 327. "Salt Peanuts"                                        | Dizzy Gillespie                      |
| 328. Zodiac Suite (album)                                  | Mary Lou Williams                    |
| 329. "Vesti La Giubba"                                     | Enrico Caruso                        |
| 330. "Whispering"                                          | Paul Whiteman Orch.                  |
| 331. "Blue Yodel (T for Texas)"                            | Jimmie Rodgers                       |
| 332. "Boogie Chillen"                                      | John Lee Hooker                      |
| 333. "The Battle of New Orleans"                           | Johnny Horton                        |
| 334. "She Works Hard for the Money"                        | Donna Summer                         |
| 335. "I Want You Back"                                     | The Jackson 5                        |
| 336. "He Stopped Loving Her Today"                         | George Jones                         |
| 337. "Men in Black"                                        | Will Smith                           |
| 338. "El Paso"                                             | Marty Robbins                        |
| 339. "I'LL Fly Away"                                       | The Chuck Wagon Gang                 |
| 340. "Rockit"                                              | Herbie Hancock                       |
| 341. "King Porter Stomp"                                   | Jelly Roll Morton                    |
| 342. "Cross Road Blues"                                    | Robert Johnson                       |
| 343. "Cattle Call"                                         | Eddy Arnold                          |
| 344. "Tiger Rag"                                           | The Original Dixieland Jazz Band     |
| 345. "The Prisoner 's Song"                                | Vernon Dalhart                       |
| 346. "Yakety Yak"                                          | The Coasters                         |
| 347. "Big Yellow Taxi"                                     | Joni Mitchell                        |
| 348. "Higher Love"                                         | Steve Winwood                        |
| 349. "No Charge"                                           | Shirley Caesar                       |
| 350. "My Home 's in Alabama"                               | Alabama                              |
| 351. "One Sweet Day"                                       | Mariah Carey & amp; Boyz II Men      |
| 352. "I Hope You Dance"                                    | Lee Ann Womack                       |
| 353. "Do not Let Nobody Turn You Around"                   | The Fairfield Four                   |
| 354. "The In Crowd"                                        | Ramsey Lewis Trio                    |
| 355. "Near You"                                            | Francis Craig Orchestra              |
| 356. "Sing Me Back Home"                                   | Merle Haggard                        |
| 357. "Django"                                              | The Modern Jazz Quartet              |
| 358. "Respect Yourself"                                    | The Staples Singers                  |
| 359. "Doo Wop (That Thing)"                                | Lauryn Hillová                       |
| 360. "Mama He 's Crazy"                                    | The Judds                            |
| 361. "No Scrubs"                                           | TLC                                  |
| 362. "Saturday in the Park"                                | Chicago                              |
| 363. "Bills, Bills, Bills"                                 | Destiny Child                        |
| 364. "Addictive Love"                                      | Bebe & amp; Cece Winans              |
| 365. "All Along the Watchtower"                            | Jimi Hendrix                         |